# 拉特诺耶农村居民点
拉特诺耶农村居民点（俄语：Латненское сельское поселение）是俄罗斯联邦沃罗涅日州谢米卢基区所属的一个农村居民点。其下辖有3个居民点，行政中心为拉特诺耶。据2016年统计，该农村居民点的人口为1491人。